# Mieczysław Oborski
Mieczysław Arkadiusz Oborski (ur. 21 stycznia?/2 lutego 1900 w Radomyślu, zm. 6 lutego 1953 w Warszawie) – oficer dyplomowany artylerii Wojska Polskiego II Rzeczypospolitej i Polskich Sił Zbrojnych na Zachodzie, pułkownik ludowego Wojska Polskiego.

## Życiorys
Urodzony 2 lub 15 lutego 1900. Był synem Leona i Ludwiki ze Skulskich. Po ukończeniu Kijowskiego Korpusu Kadetów studiował w Oficerskiej Szkole Artylerii w Kijowie. Działał w kołach zrzeszających Polaków w Rosji, w sierpniu 1917 wstąpił do Polskiej Ligi Walki Czynnej, a w listopadzie tego roku przeszedł do I Korpusu Polskiego w Rosji, w styczniu 1918 walczył na froncie, ranny. Latem 1919 podczas próby przedostania się do Polski aresztowany, więziony w Kijowie i Charkowie. Wrócił do kraju w sierpniu 1921 i zgłosił się ochotniczo do wojska. Studiował w Szkole Podchorążych Piechoty w Warszawie, a następnie w Oficerskiej Szkole Artylerii w Toruniu. W 17 Pułku Artylerii Lekkiej w Gnieźnie dowodził plutonem, a w 1931 roku baterią.
Awansowany do stopnia porucznika artylerii ze starszeństwem z 1 lipca 1925. 4 stycznia 1932 powołany został na dwuletni kurs w Wyższej Szkole Wojennej w Warszawie. 1 października 1933, po ukończeniu kursu i uzyskaniu tytułu naukowego oficera dyplomowanego, przydzielony został do dowództwa 3 Dywizji Piechoty Legionów w Zamościu, na stanowisko pierwszego oficera sztabu. 22 lutego 1934 roku został awansowany na kapitana ze starszeństwem z dniem 1 stycznia 1934 roku i 47. lokatą w korpusie oficerów artylerii. W tym samym roku został skierowany na kurs transportowy w Szefostwie Komunikacji Wojskowych Sztabu Głównego w Warszawie, a następnie przeniesiony do Sztabu Głównego w Warszawie z pozostawieniem na kursie. 
W Szefostwie Komunikacji od grudnia 1934 roku do wiosny 1936 roku zajmował się sprawami żeglugi rzecznej. Latem 1937 roku opracowywał instrukcję o transportach powrotnych, natomiast jesienią tego roku został skierowany na staż do jednego z pułków artylerii. Do marca 1939 roku włącznie brał udział w pracach nad planem transportowym będącym częścią składową planu operacyjnego „Wschód”, natomiast od początku kwietnia w opracowywaniu planu transportowego będącego ogniwem planu operacyjnego „Zachód”. Był członkiem ekipy oficerów liniowych, którą kierował ppłk. dypl. Jerzy Stępniewski. Razem z ppłk. dypl. Teodorem Tobikiem był odpowiedzialny za wdrożenie na linii transportowej „B” transportów pozadywizyjnych i koncentracyjnych oraz przygotowanie dokumentów dla oficerów kierujących załadowaniem (KZ) i wyładowaniem (KW) oraz oficerów regulujących. 28 sierpnia, po rozwiązaniu ekipy oficerów liniowych, został przydzielony do Wydziału Operacyjno-Transportowego Szefostwa Komunikacji Wojskowych Sztabu Naczelnego Wodza na stanowisko kierownika Referatu Sytuacyjnego („oficera dla zbierania sytuacji transportowej”). 18 września przekroczył granicę z Rumunią. We Francji był początkowo oficerem sztabu 2 Dywizji Piechoty. W czasie kampanii francuskiej był szefem Oddziału IV Sztabu 2 Dywizji Strzelców Pieszych.
Podczas kampanii wrześniowej przedostał się ze sztabem do Rumunii, internowany w obozie Călimănești. Uciekł z obozu i przez Jugosławię i Włochy dotarł do Francji. Tu w 2 Dywizji Strzelców Pieszych jako szef Oddziału IV. Gdy w czerwcu 1940, po wcieleniu do 45. korpusu francuskiej 8. Armii, cała dywizja została internowana w Szwajcarii, został komendantem obozu w Durensoth, a następnie zastępcą komendanta obozu uniwersyteckiego w Winterthur. W 1944 został przerzucony do Wielkiej Brytanii, gdzie objął stanowisko szefa sztabu 4 Dywizji Piechoty.
W grudniu 1945 powrócił do Polski, został przyjęty do Wojska Polskiego i wyznaczony na stanowisko szefa sztabu Dowództwa Artylerii Okręgu Wojskowego Nr I Warszawa. We wrześniu 1946 przeniesiony został do Głównego Inspektoratu Artylerii WP, na stanowisko szefa Wydziału Operacyjno-Zwiadowczego. W 1947 awansowany do stopnia pułkownika. We wrześniu 1950 został starszym pomocnikiem szefa Oddziału Operacyjnego Dowództwa Artylerii WP do spraw studiów.
Zatrzymany 21 maja 1952 przez funkcjonariuszy Informacji Wojskowej i oskarżony o działalność w rzekomych strukturach konspiracji w wojsku. 14 sierpnia 1952 ława NSW pod przewodnictwem ppłk. Juliusza Krupskiego skazała go po wymuszonych zeznaniach na karę śmierci 4 września 1952 Zgromadzenie Sędziów NSW utrzymało wyrok w mocy. 18 listopada 1952 Prezydent Bierut odmówił skorzystania z prawa łaski, o czym zawiadomiono NSW dopiero 3 lutego, najprawdopodobniej, ażeby móc jeszcze wyłudzić ostatnie zeznania. Wyrok wykonano 6 lutego 1953. Świadkiem wywoływania na śmierć był Władysław Boczula z Uciechowa. Dokładne miejsce pochówku jest nieznane. Grób symboliczny znajduje się na Cmentarzu Wojskowym w Kwaterze „na Łączce” i na cmentarzu Powązkowskim w Warszawie (kwatera 221-4-25/26). Zrehabilitowany w 1956.

## Ordery i odznaczenia
- Krzyż Walecznych (1921)
- Złoty Krzyż Zasługi (1946)[11]
- Srebrny Krzyż Zasługi (1937)
- "Croix de guerre" (1945)